# 特瓦 (马拉加省)
特瓦，是西班牙安达卢西亚自治区马拉加省的一个市镇。 总面积143平方公里，总人口4301人（2001年），人口密度30人/平方公里。